# ザドキエル

アブラハムを阻止する天使ザドキエル

ザドキエル（Zadkiel）は、ユダヤ教の伝承に伝えられる天使の一人。ツァドキエル（Tsadkiel）とも。その名はヘブライ語で「神の正義」を意味する。生命の樹のケセドの守護天使である。他にも、「主天使の長」、「木星の天使」、「慈善・慈悲・記憶の天使」などの肩書きを持つ。
アブラハムが神への忠誠を試され、我が子であるイサクを生け贄として捧げようとした時、ザドキエルはこれを直前で阻止したとされる。故に「アブラハムの個人教授」と呼ばれることがある。
アザゼルと同一視されることもある。